# حارة العذرة (همدان)

تعديل مصدري - تعديل

حارة العذرة هي إحدى قرى عزلة وادعة بمديرية همدان التابعة لمحافظة صنعاء، بلغ تعداد سكانها 123 نسمة حسب تعداد اليمن لعام 2004.